# Otepää

Bandeira de Otepää.

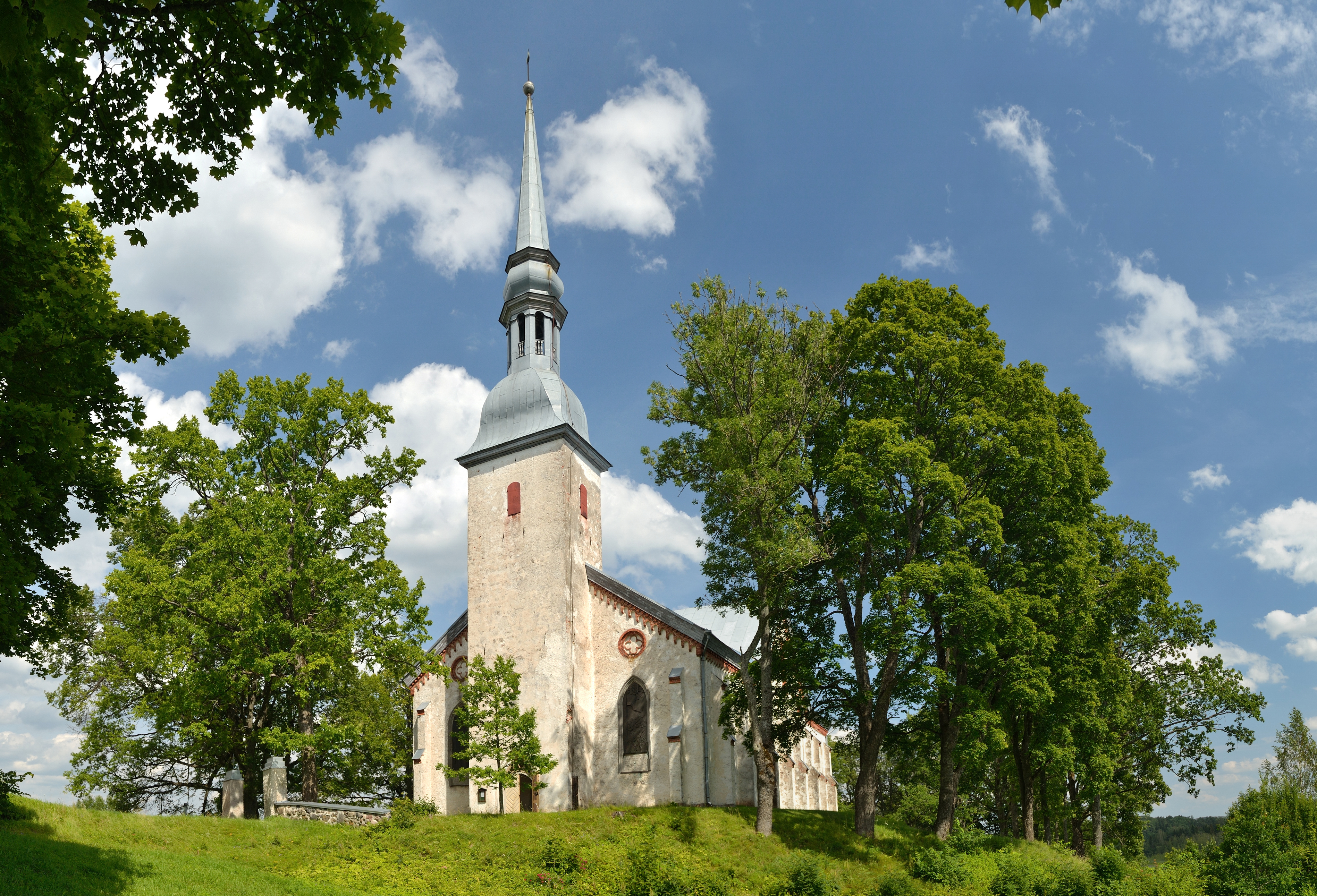

Otepää é uma cidade no Condado de Valga, na Estônia, com uma população de cerca de 2.000 habitantes. Administrativamente faz parte da Municipalidade Rural de Otepää. Otepää é um popular resort de esqui, comumente conhecida como a "capital de inverno" da Estônia (em contraste com a "capital de verão" Pärnu). O borough de Otepää tornou-se uma cidade em 1 de abril de 1936. 